# Kojetín
Kojetín (in tedesco Kojetein) è una città della Repubblica Ceca facente parte del distretto di Přerov, nella regione di Olomouc.